# Comuna Sasca Montană, Caraș-Severin
Sasca Montană este o comună în județul Caraș-Severin, Banat, România, formată din satele Bogodinț, Potoc, Sasca Montană (reședința), Sasca Română și Slatina-Nera.

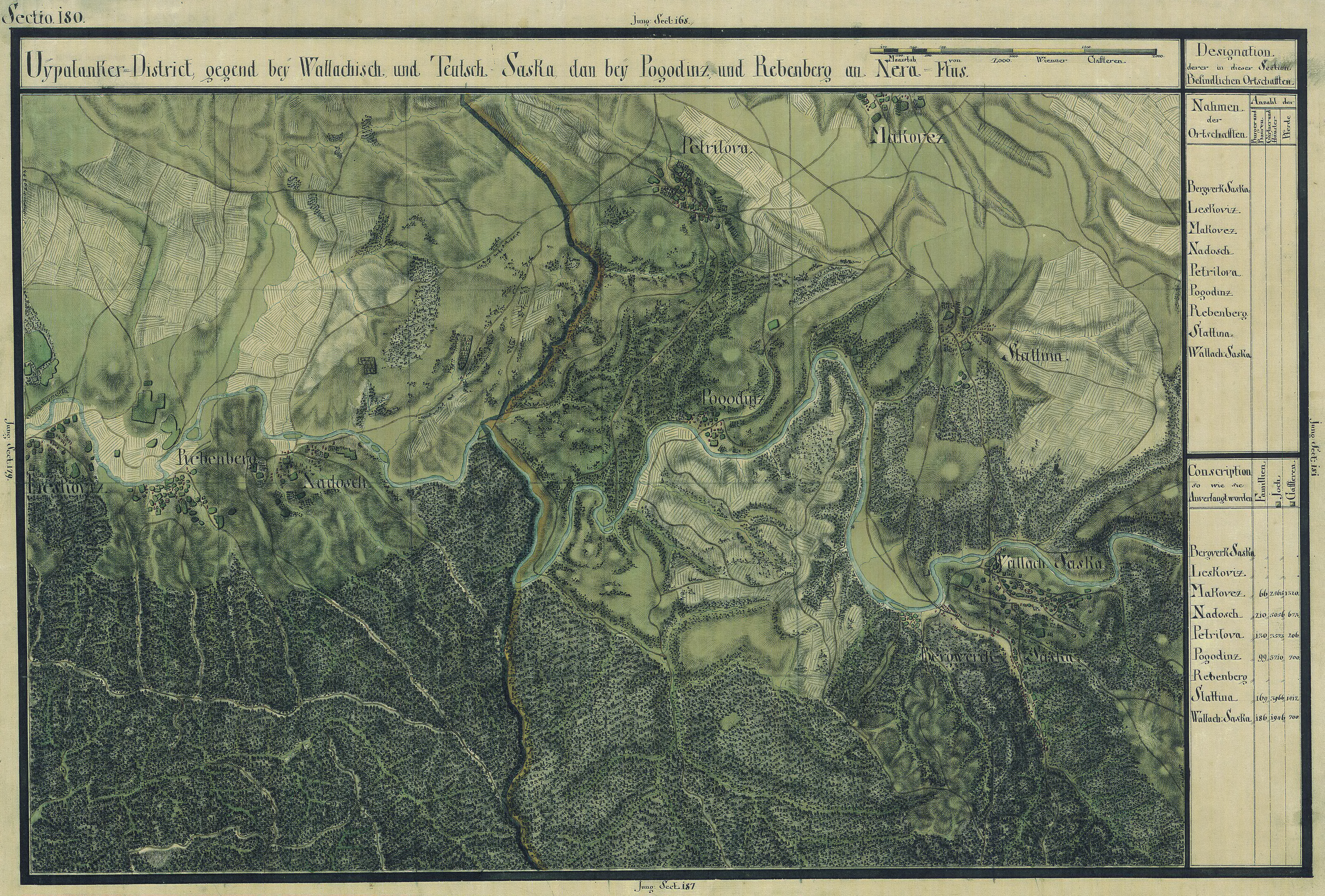
Sasca Montană în Harta Iosefină a Banatului, 1769-72

## Demografie
Componența etnică a comunei Sasca Montană
     Români (89,55%)
     Romi (2,09%)
     Alte etnii (0%)
     Necunoscută (8,36%)
Componența confesională a comunei Sasca Montană
     Ortodocși (83,82%)
     Penticostali (3,17%)
     Baptiști (2,63%)
     Alte religii (1,78%)
     Necunoscută (8,59%)
Conform recensământului efectuat în 2021, populația comunei Sasca Montană se ridică la 1.292 de locuitori, în scădere față de recensământul anterior din 2011, când fuseseră înregistrați 1.593 de locuitori. Majoritatea locuitorilor sunt români (89,55%), cu o minoritate de romi (2,09%), iar pentru 8,36% nu se cunoaște apartenența etnică. Din punct de vedere confesional, majoritatea locuitorilor sunt ortodocși (83,82%), cu minorități de penticostali (3,17%) și baptiști (2,63%), iar pentru 8,59% nu se cunoaște apartenența confesională.

## Politică și administrație
Comuna Sasca Montană este administrată de un primar și un consiliu local compus din 9 consilieri. Primarul, Ion Poplicean[*], de la Partidul Social Democrat, este în funcție din 2004. Începând cu alegerile locale din 2024, consiliul local are următoarea componență pe partide politice:
|  | Partid                    | Consilieri | Componența Consiliului | Componența Consiliului | Componența Consiliului | Componența Consiliului | Componența Consiliului |
|  | ------------------------- | ---------- | ---------------------- | ---------------------- | ---------------------- | ---------------------- | ---------------------- |
|  | Partidul Social Democrat  | 5          |                        |                        |                        |                        |                        |
|  | Partidul Național Liberal | 3          |                        |                        |                        |                        |                        |
|  | Forța Dreptei             | 1          |                        |                        |                        |                        |                        |

## Atracții turistice
- Biserica ortodoxă „Nașterea Maicii Domnului” din satul Sasca Montană, construcție 1771, monument istoric
- Biserica ortodoxă „Sfinții Apostoli Petru și Pavel” din satul Sasca Montană, construcție 1777, refăcută în 1862, monument istoric
- Biserica „Adormirea Maicii Domnului” din satul Slatina-Nera, construcție 1750-1800, monument istoric
- Rezervația naturală „Cheile Nerei - Beușnița” (3.081,30 ha)
- Rezervația naturală „Cheile Șușarei” (246 ha)